# Cimetière militaire britannique d'Étricourt-Manancourt
Le Cimetière militaire d'Étricourt-Manancourt (Rocquigny-Équancourt Road British Cemetery) est un cimetière militaire de la Première Guerre mondiale situé à sur le territoire de la commune d'Étricourt-Manancourt (Somme).

## Localisation
Ce vaste cimetière est situé à 2 km au nord du village d'Étricourt-Manancourt, sur la D172, portion de la chaussée Brunehaut qui relie Rocquigny à Équancourt, d'où l'appellation du cimetière par la Commonwealth War Graves Commission.

## Historique

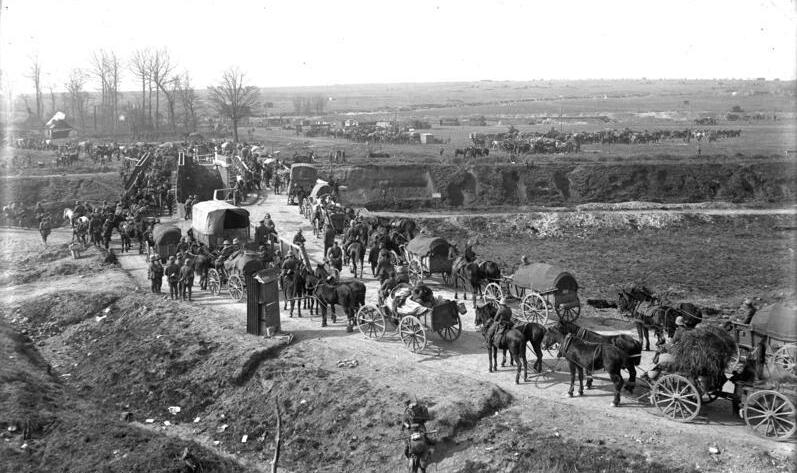
24 mars 1981: début de la Bataille du Keiser en vue de reconquérir l'ouest du front. L'armée allemande franchit le Canal du Nord à Etricourt-Manancourt (Photo: archives fédrales allemandes).

Étricourt-Manacourt fut occupé par les Allemands dès le début de la guerre le 28 août 1914 et le resta jusqu'en avril 1917, date à laquelle il fut repris par les forces du Commonwealth lors du retrait allemand sur la ligne Hindenburg. Il a été perdu en mars 1918 lors de  la Bataille du Keiser puis définitivement repris en septembre 1918 par les troupes du Commonwealth.

Ce cimetière a été commencé en 1917 et utilisé jusqu'en mars 1918, principalement par les 21e et 48e postes de secours des blessés installés à Ytres et, dans une moindre mesure, par les Allemands qui le connaissaient sous le nom de « vieux cimetière anglais d'Étricourt ». Les inhumations ont été reprises par les troupes du Commonwealth en septembre 1918.

## Caractéristiques
Le cimetière contient 1 838 sépultures du Commonwealth et les commémorations de la Première Guerre mondiale, dont 21 des sépultures sont non identifiées et neuf tombes du Commonwealth fabriquées par les Allemands et qui ne peuvent plus être trouvées sont représentées par des monuments commémoratifs spéciaux. Le cimetière contient également 198 sépultures de guerre allemandes et les tombes de dix civils français. Le cimetière, à l'imposant portail, a été conçu par Sir Reginald Blomfield.

## Galerie

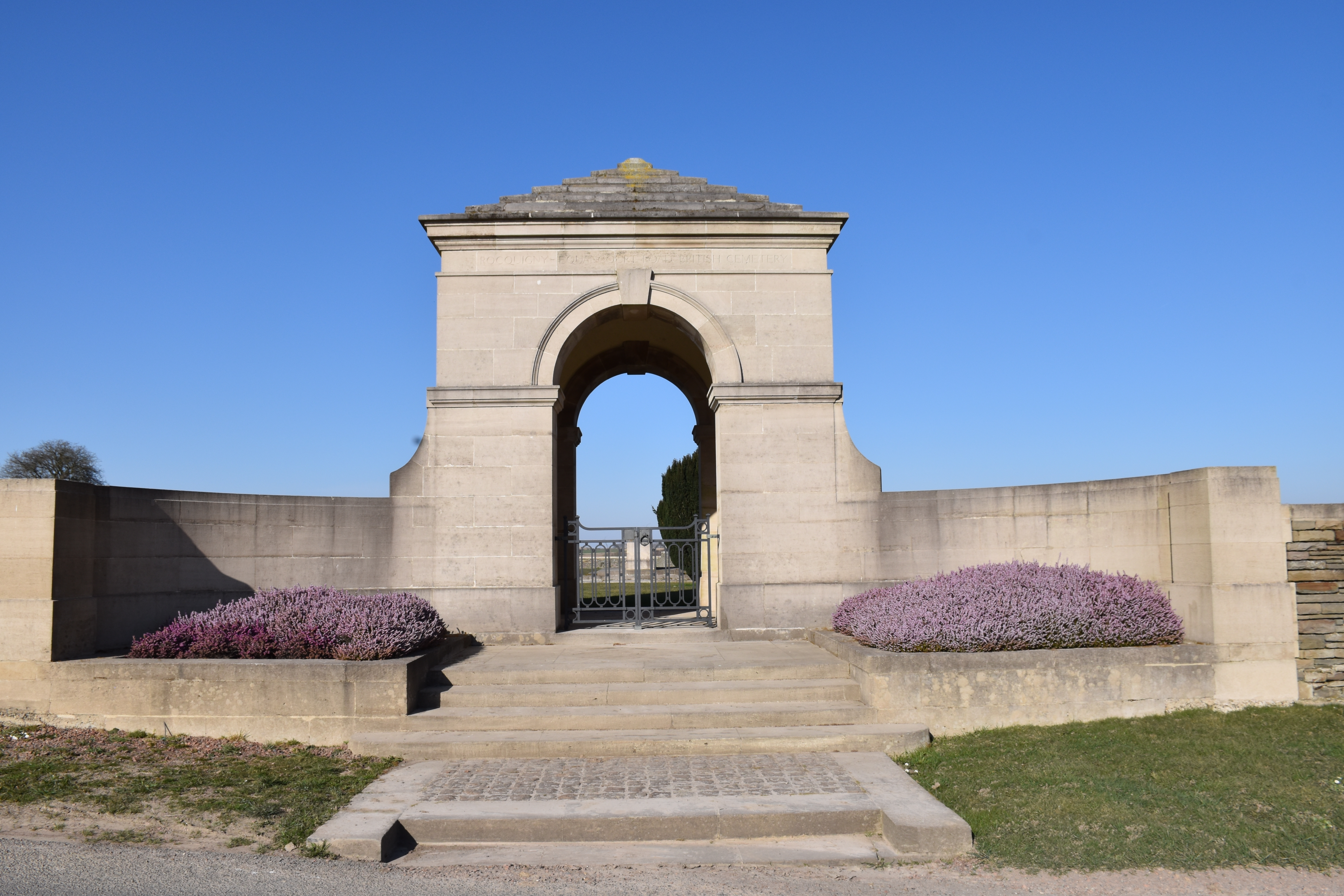
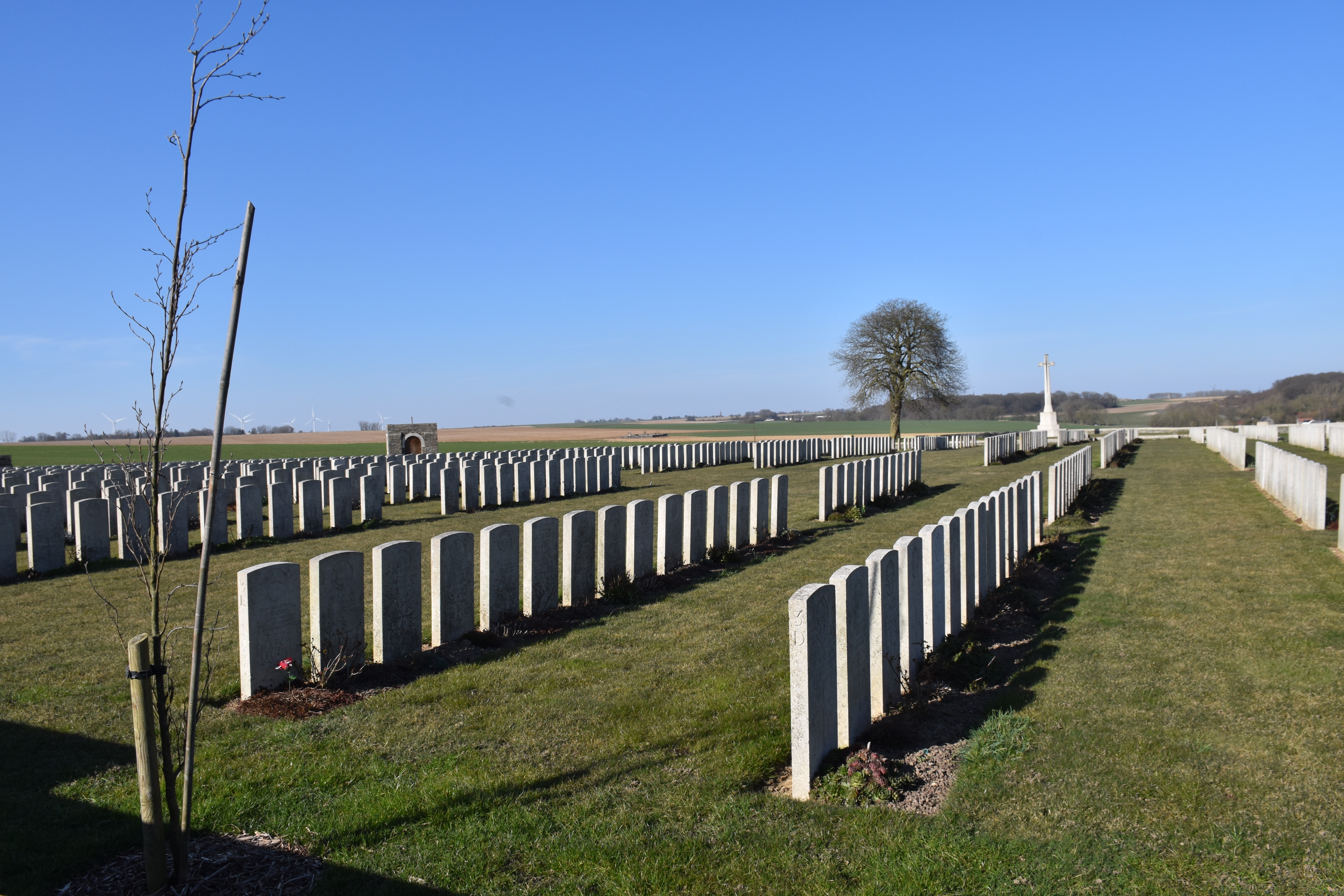
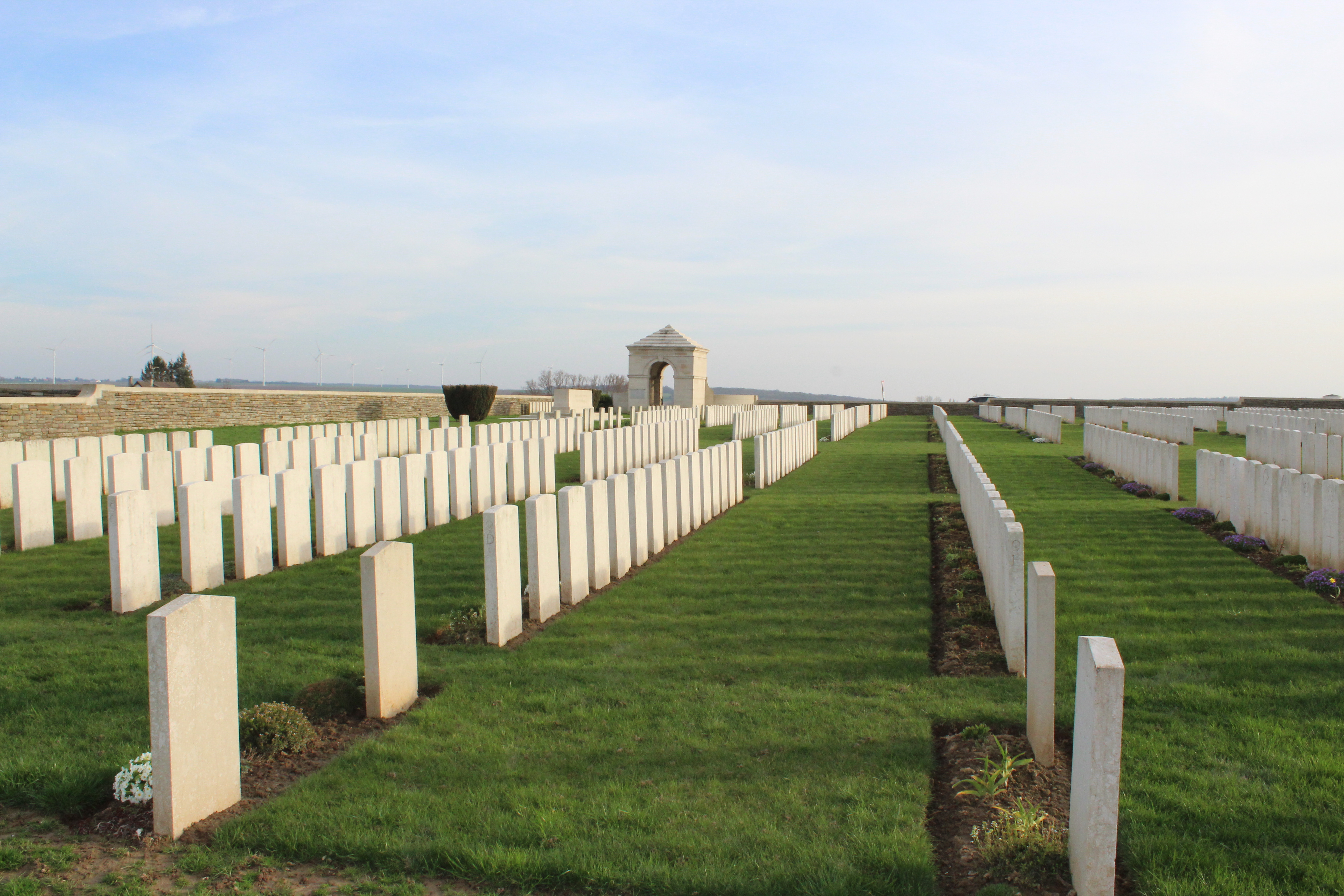
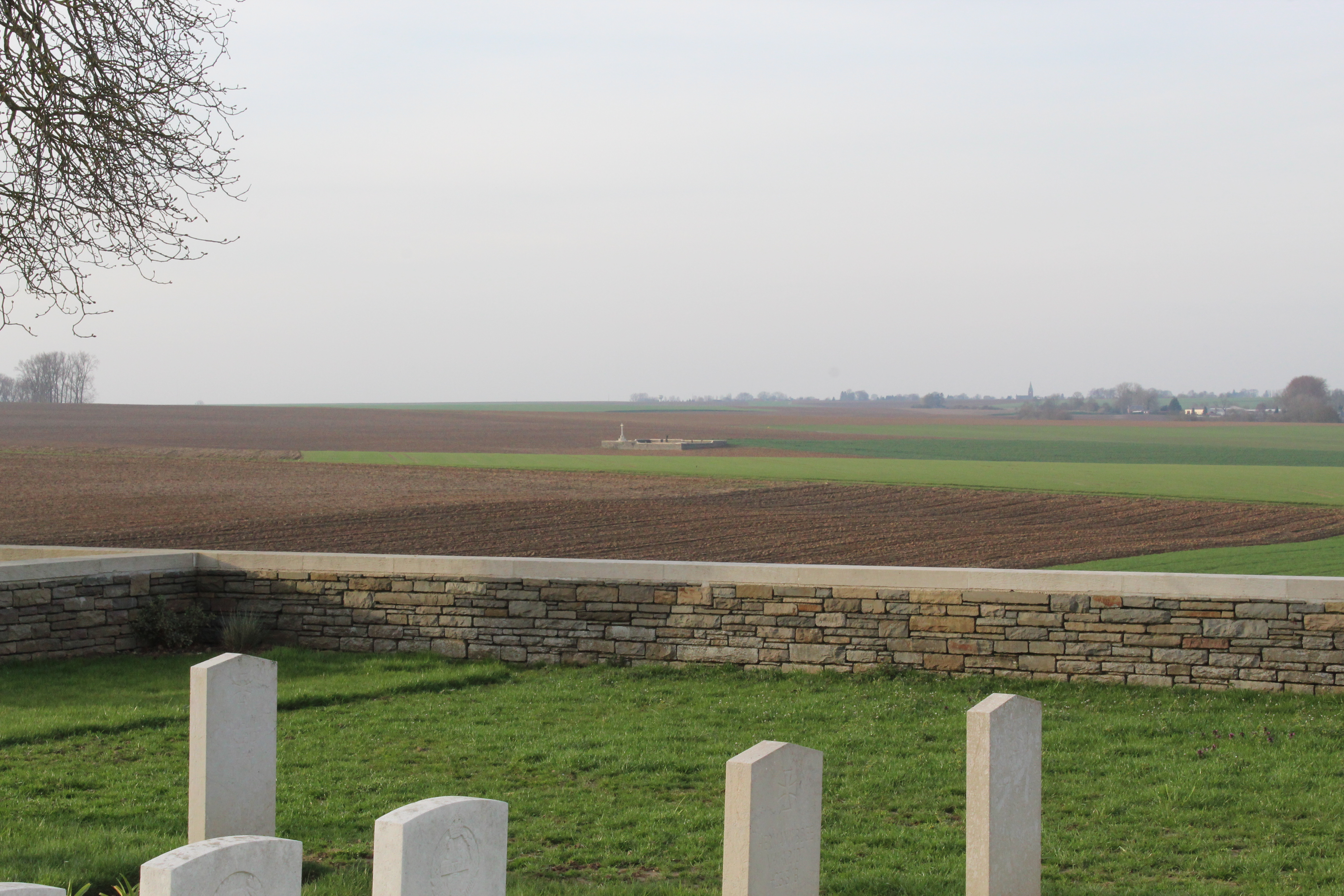
Vue sur le cimetière militaire Cinq Points de Léchelle.
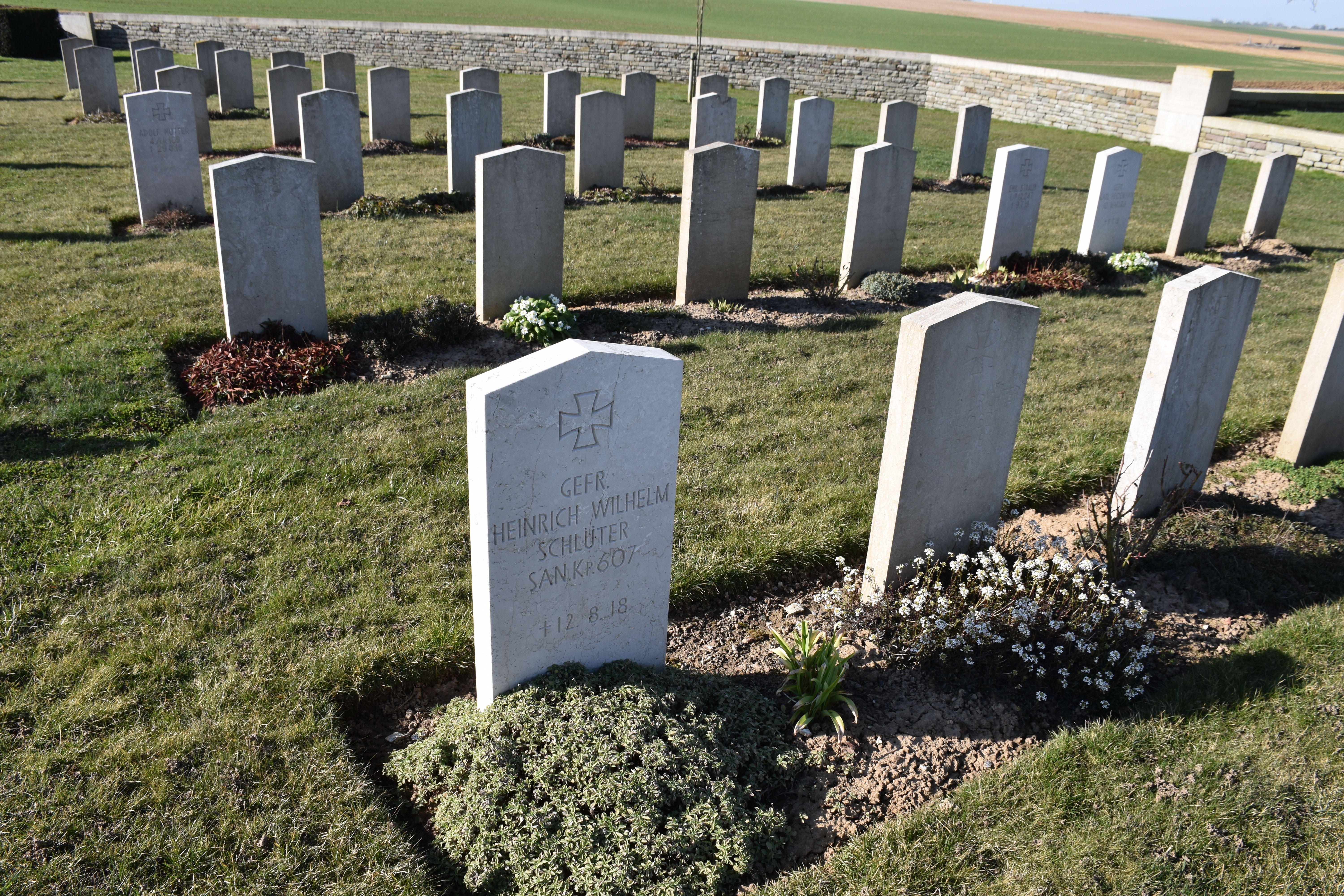
Carré des tombes allemandes.
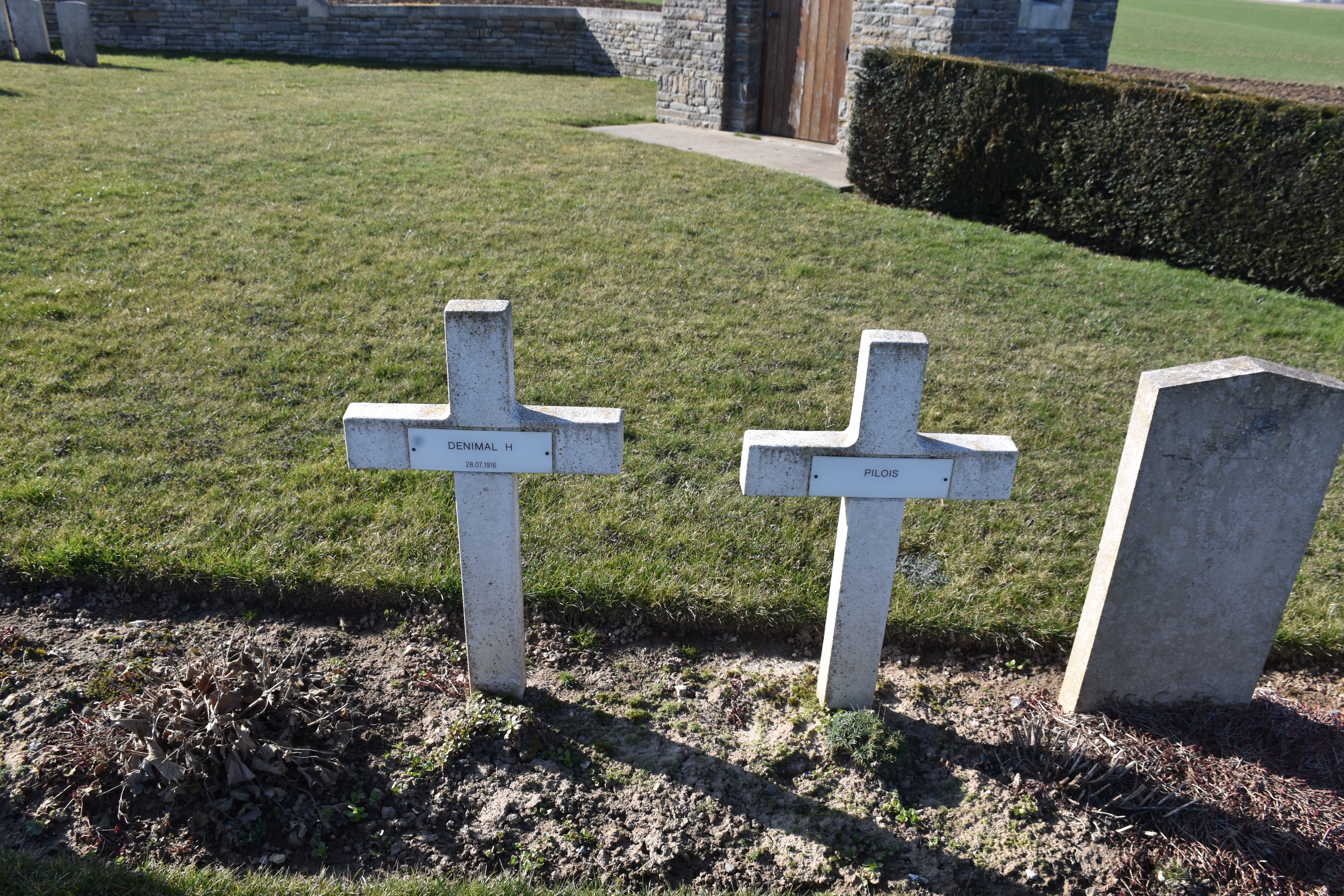
Deux tombes de soldats français.

## Sépultures
| Pays             | Sépultures |
| ---------------- | ---------- |
| Royaume-Uni      | 1745       |
| Canada           | 34         |
| Australie        | 5          |
| Nouvelle-Zélande | 21         |
| Afrique du Sud   | 12         |
| Allemagne        | 198        |
| France           | 10         |
| Total            | 2031       |